# Petraševci

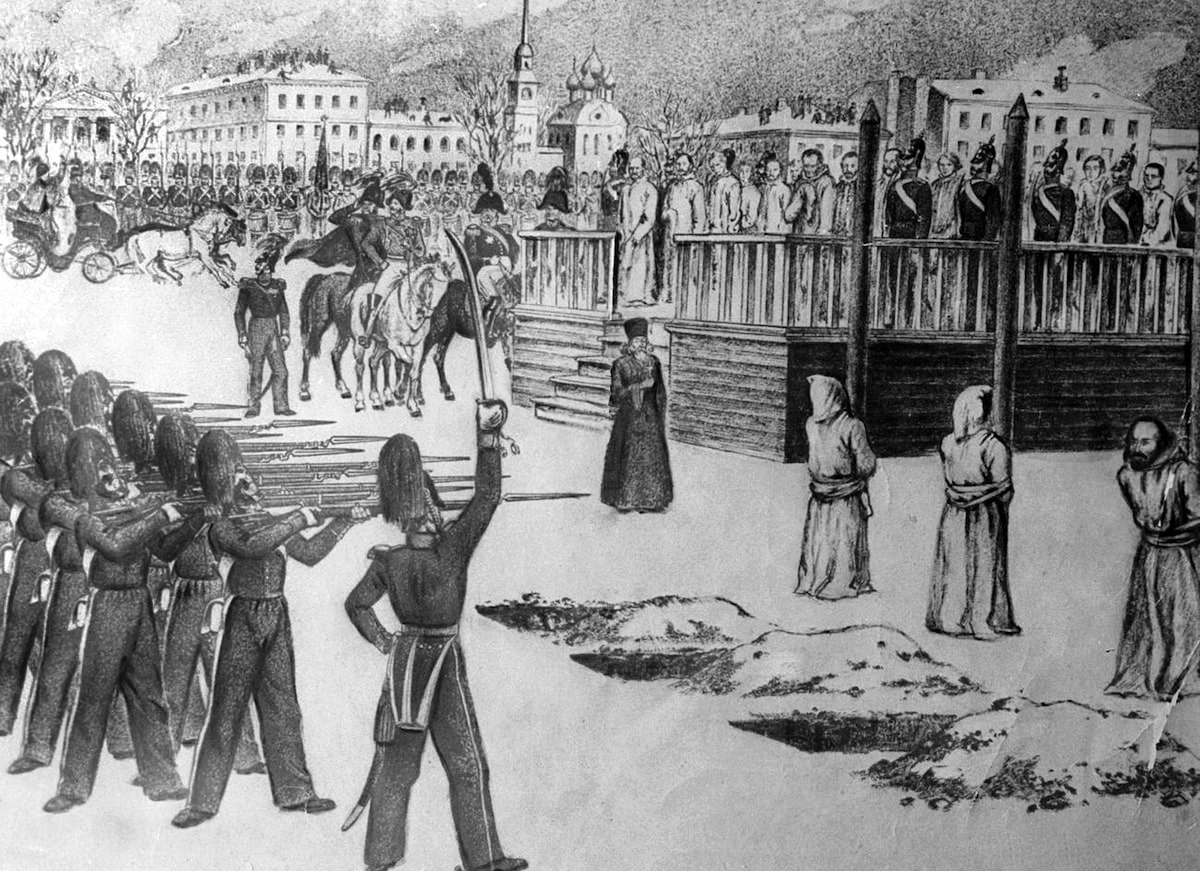
Inscenace popravy na Semjonovském náměstí v Petrohradě, kresba B. Pokrovského

Petraševci (rusky Петрашевцы) byli členové hnutí opoziční mládeže hlásající v Rusku v letech 1845–1849 myšlenky utopického socialismu. V rámci hnutí fungovalo několik tzv. kroužků, jejichž hlavním představitelem byl M. V. Petraševskij ev. Butaševič-Petraševskij (М. В. Петрашевский, Буташевич-Петрашевский), který ve svém petrohradském bytě pořádal pravidelná páteční setkání členů.
Činnost Petraševců je spojována s formováním revolučního demokratického tábora v Rusku. Jejich program vystupoval proti samoděržaví a nevolnictví. Petraševci byli ovlivněni převážně utopickým socialismem, děkabristy a osobnostmi jako byli např. V. G. Bělinskij, A. I. Gercen, Ch. Fourier, R. Owen či P. J. Proudhon.
V roce 1849 byli zatčeni a 21 z nich bylo odsouzeno k smrti zastřelením. Poprava, která se měla konat na Semjonovském náměstí v Petrohradě, byla na poslední chvíli odvolána, avšak Petraševci trestům neunikli. V roce 1856 byli členové hnutí na základě manifestu amnestováni.
Hnutí se proslavilo především díky F. M. Dostojevskému, jenž měl šířit dopis V. G. Bělinského o N.V. Gogolovi.

## Členové a podporovatelé

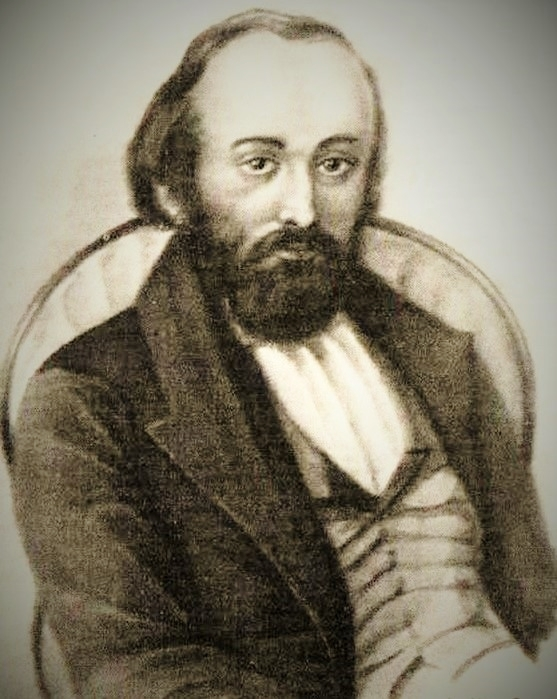
M. V. Petraševskij

Kroužek petraševců měl dvě křídla: revoluční a umírněné. K pervnímu patřili Butaševič-Petraševskij, Spešněv aj.; ke druhému patřili Alexandr Beklemišev, Vladimir Lamanskij, Apollon Majkov, jeho bratr Valerian Majkov Lamanskij aj., kteří zdůrazňovali osvětu a reformy uskutečňované shora.
M. V. Petraševskij byl často označován za šiřitele skeptických myšlenek, který sjednocoval osoby různých společenských vrstev (spisovatele, umělce, učitele, úředníky, důstojníky atd.). V počátcích mělo jeho hnutí přibližně 15 členů, nicméně v roce 1849 se jejich počet vyšplhal na 158. Dle oficiálních zpráv mělo hnutí bezmála 300 podporovatelů, díky čemuž byl Petraševskij označován za prvního ruského socialistu, který ve velkém propagoval socialistické myšlenky napříč společenskými vrstvami.

### Michail Vasiljevič Petraševskij
Již během svých studií M. V. Petraševskij vykazoval určitý odpor k nadvládě a despotismu. Nevyhovoval mu ani administrativní a morální tlak ze strany vyučujících lycea ve městě Carskoje Selo, kde studoval. Pohrdal všemi předpisy, se kterými vnitřně nesouhlasil.
Petraševského významně ovlivnil profesor Petrohradské univerzity V. S. Porošin, jenž na svých přednáškách téměř otevřeně vystupoval proti nevolnictví a podporoval utopický socialismus. Díky Porošinovi se Petraševskij, stejně jako i jiní členové jeho kroužku, seznámil s teoriemi významných socialistů jako byl Ch. Fourier nebo P. J. Proudhon.
V letech 1840–1843 se Petraševskij plně věnoval studiu utopistických teorií R. Owena a studiu materialistické filosofie Ludwiga Feuerbacha. V této době se Petraševskij začal zajímat o obecnou filozofii, otázky života, poznání, etiky, socio-politického uspořádání, práva, vzdělávání, zemědělství, medicíny atd. V podstatě lze říci, že by nebylo téma, o které by se tento muž nezajímal.  

### Někteří významní členové
N. A. Spešněv (rus. Н. А. Спешнев)
Jeden z nejradikálnějších členů hnutí. Jeho snahou bylo přejít od „pouhých řečí“ ke skutečným činům. Spolu se studentem Petrohradské univerzity N. Filippovovým (rus. Н. Филиппов) založil tajnou tiskárnu, jejímž cílem bylo šíření necenzurovaných textů.
Dle Spešněva existují 3 možnosti, jak lze dosáhnout politického cíle. První možností je tzv. způsob jezuitský spočívající v tajném spiknutí (podporován N. Mobellim, F. Lvovem a zčásti M.V. Petraševským). Druhou možností je propaganda, kterou podporoval I. M. Deboo. Třetí možností je pak síla zprostředkovaná pomocí rolnického povstání.
F. E. G. Toll  (rus. Ф. Э. Г. Толль)
Jeho výklad o tom jak byla zneužita víra (rus. О происхождении религиозного чувства), pobouřil vyšetřovací výbor, který jej označil jako „manifest proti Bohu“. Ve svém výkladu Toll tvrdil,  že silní jedinci vytvořili etické zákony pro lidskou společnost na základě strachu člověka před všemocnou autoritou ovládající přírodu a nadpřirozené síly.
I. P. Liprandi neboli Antonelli (rus. И. П. Липранди – Антонелли)
Tajný agent Antonelli, známý již pronásledováním starověrců, se dostal do přízně jednoho ze členů kroužku, díky čemuž mu byl umožněn vstup na některé jeho schůze. Agent Antonelli spolupracoval s vyšetřovacím výborem a za 1000 stříbrných rublů Petraševce zradil. Výměnou za peníze měl Liprandi (Antonelli) podávat výboru každodenní hlášení o činnosti Petraševců.

## Ideologie a program Petraševců
Koncepce Petraševců vycházely z teorií utopického socialismu, především pak z teorií Ch. Fouriera. Co se názorů týče, byli Petraševci nejednotným hnutím. Jejich názory se často radikálně lišily, a zatímco jedni podporovali vznik republiky, druzí zastávali názor, že nejlepším řešením pro Rusko je konstituční monarchie. Jiní naopak podporovali úplný zánik evropské formy vlády včetně všech ministerstev, států, vojsk, hlavních měst apod. Řešením této radikální odnože Petraševců měla být Fourierova teorie o existenci malých společenství, jež měla zaměnit vše výše uvedené. Lze však říci, že přestože se ideje hnutí v mnoha bodech výrazně lišily, existovaly tři hlavní oblasti, na které Petraševci soustřeďovali svou pozornost:
1. Zrušení nevolnictví a samoděržaví
2. Veřejný soudní proces
3. Svoboda slova

Sám Petraševskij odjakživa podporoval západní formy vlády, přičemž si nikdy neidealizoval reálný život v těchto zemích. Dle jeho názoru by se Rusko mělo vzdát monarchie a vytvořit federaci po vzoru USA. Nejvhodnějším místem pro vytvoření federace se měla stát Sibiř – místo vhodné pro zrození nového a především „lepšího“ Ruska. Všechny orgány státní správy v novém Rusku měly být obsazovány na základě řádných voleb.
Kromě federativního zřízení posuzoval kroužek Petraševského také výhody zrušení celnic a celních poplatků, přijetí křesťanství jako převládající víry, což by mělo za následek zrušení vojenské služby. Dle Petraševců by církevní hodnostáři měli pobírat plat úředníků, díky čemuž by bylo možné jim odebrat, příp. zdanit církevní majetek. Jedním z hlavních bodů programu bylo také zavedení veřejného soudního procesu za přítomnosti poroty, zrušení cenzury a svoboda projevu.
Kroužek propagoval také osvícenství, rozvoj vzdělanosti a sociálně-politickou svobodu člověka. Dle Petraševského bylo tehdejší Rusko místem, kde nebylo možné svobodně ani myslet, natož dýchat.

## Pátky u Petraševského
M.V. Petraševskij byl velmi vzdělaným člověkem zajímajícím se o nejrůznější problémy, vědy a filozofické směry. Aby mohl své vzdělání i nadále rozvíjet začal pořádat tzv. Pátky u Petraševského, jejichž cílem bylo shromáždit dostatek lidí ochotných debatovat o nejrůznějších problémech a tématech. Tyto schůze měly být také věnovány kritické analýze různých sociálních systému.
Svou činnost kroužek oficiálně zahájil na podzim roku 1845. Cílem setkání byla především osvěta, šíření utopického socialismu a Fourierových teorií. Schůze začínaly zpravidla kolem deváté hodiny večerní a mnohdy končily až nad ránem.
Obyčejně se na Večerech u Petraševského sešlo kolem 10–20 osob, nicméně mnohdy se sešlosti zúčastnilo i více než 50 lidí, přičemž tito lidé spolu na první pohled neměli nic společného.
Na přelomu let 1846 a 1847 do kroužku vstoupili i F.M. Dostojevskij, F. G. Toll či A. N. Majkov. S těmito jmény přišla do kroužku i nová témata, diskutovalo se o otázkách veřejného soudnictví, magnetismu, mystiky apod.
Někdy se diskuze členů proměnily v ostrou výměnu názorů. K tomu, aby byl znova nastolen klid v místnosti, sloužil zvoneček, jejž měl na starosti předseda diskuze (zpravidla se jednalo o nejstaršího člena diskuze).
V roce 1845 Petraševskij v rámci kroužku navrhl, aby byla založena společná knihovna. Členové kroužku se složili a za vybrané peníze bylo pořízeno obrovské množství knih zahraničních autorů, včetně knih, které neprošly ruskou cenzurou. Nutno podotknout že se jednalo především o knihy věnující se tématu utopického socialismu a demokracie.

### Další akce pořádané kroužkem

#### Schůze u N. S. Kaškina
Účelem schůze bylo v prvé řadě vybrat dostatek peněz na pořízení knih do společné knihovny. Během schůze se však rozebírala i problematika státního zřízení. Sám hostitel pronesl myšlenku o tom, že je nutné, aby Rusko postupně ustoupilo od absolutismu. Dle Kaškina by země měla směřovat nejprve ke konstitucionální formě vlády a až poté usilovat o vytvoření svobodné republiky.

#### Večery u S. F. Durova
S.F. Durov sjednocoval literáty a hudebníky, kteří sice chodili na pátky k Petraševskému, nicméně sympatizovali spíše s názory Durova. Večery u Durova byly věnované především literatuře a hudbě. Mnohdy se však probírala i témata zaměřená na situaci v Evropě a na její význam pro Rusko. Jedním z témat řešených u Durova bylo vytvoření tajné domácí litografické tiskárny, díky níž by bylo možné tisknout a šířit necenzurované zprávy.

#### Oběd u N. A. Spešněva
Během tohoto oběda byla předčítána povídka poručíka Grigorjeva. Jednalo se o satirickou povídku vyprávějící o caru Mikulášovi I. Dle povídky car v hospodě zbil dva námořníky kvůli tomu, že se sotva udrželi na nohou a nebyli schopni při příchodu panovníka salutovat. Nutno podotknout, že Grigorjev byl za svou povídku náležitě potrestán.

## Zatčení a proces s Petraševci

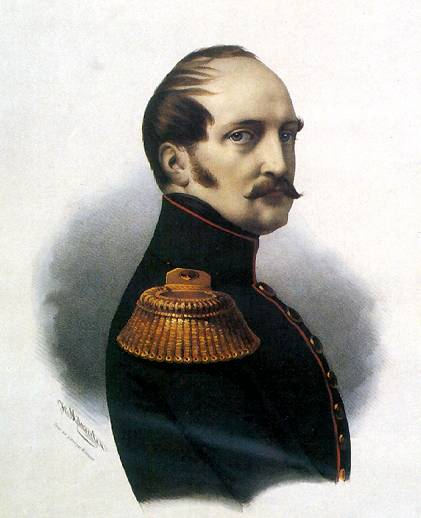
Car Mikuláš I.

Činnost kroužku byla sledována ministerstvem vnitra a agenty Třetího oddělení (v té době nejvyšší orgán carské tajné policie), kterým se do kroužku podařilo infiltrovat.
V dubnu roku 1849 připravoval car Mikuláš I. tažení na Západ, kde se chystal pomoci Františku Josefovi I. potlačit maďarskou revoluci. V tuto chvíli se car, jenž odsuzoval jakákoli povstání proti právoplatné vládě, dověděl o činnosti nelegálního revolučního kroužku, který by mohl vyvolat povstání v celém Rusku.  Dne 29. dubna 1849 car nařídil, aby byly veškeré shromážděné materiály o Petraševcích předány Třetímu oddělení a aby byli členové hnutí okamžitě zadrženi. V noci z 22. na 23. dubna bylo v bytě Petraševského zadrženo okolo 40 členů hnutí, kteří byli následně dopraveni k výslechu generálem Orlovem а převezeni do Petropavlovské pevnosti. Během samotného zatýkaní byla provedena také prohlídka bytu M. V. Petraševského. Všechny knihy a spisy, které zde byly nalezeny, byly okamžitě odeslány k prozkoumání.Mikuláš I. jmenoval dvě speciální komise, které měly dokázat, že se Petraševskij i se svými stoupenci snaží vyvolat násilný převrat v Rusku, a tím pádem svrhnout cara Mikuláše I.  První komise se zabývala bezprostředním vyšetřováním Petraševců a předsedal ji generál I.A.Nabokov. Druhá komise měla prozkoumávat spisy, korespondenci a knihy Petraševců a vyhledávat v nich náznaky demokracie, republikánství či hereze.  Obě komise začaly zasedat 26. dubna 1849. První komise začala náhodně předvolávat druhořadé svědky. Cílem bylo nejdříve nasbírat fakta a až poté mluvit s lídry hnutí. Jelikož nebylo žádoucí, aby se o případu Petraševského vědělo v celém Rusku, tak se komise rozhodla další svědky nepředvolávat, ale nechat je tajně sledovat. Kromě klasických výslechů se užívalo také předběžných výslechů prováděných prostřednictvím korespondence mezi agenty a podezřelými.
Petraševci byli obviněni z vytváření a šíření necenzurovaných textů (sám Petraševskij vytvořil socialisticky orientovaný Slovník cizích slov, rus. Словарь иностранных слов, který neprošel cenzurou), šíření teorií utopického socialismu, pokusu o vyvolání povstání či pokusu o svržení cara.
M. V. Petraševskij sice byl šiřitelem Fourierových teorií kritizujících absolutistické vládní zřízení, zabýval se otázkou násilného převratu a opatřeními nutnými ke splnění těchto cílů, nicméně nic víc kroužek nepodnikl. Jediné, z čeho je vyšetřovací výbor mohl obvinit, byla pouhá slova a myšlenky.  Maximální trest, který by mohli dostat, spočíval v tom, že by je všechny rozeslali do co nejodlehlejších koutů impéria a zesměšnili jejich činy. Nicméně car Mikuláš I. požadoval, aby byli Petraševci odstrašujícím příkladem pro jiné potenciální revolucionáře. S cílem získat alespoň nějaké usvědčující informace byli někteří Petraševci velmi důkladně vyslýcháni či dokonce vystaveni jisté formě mučení.
Dne 24. září 1849 svolal Mikuláš I. komisi vojenského soudu. Správně by se obžalovaní měli zodpovídat civilnímu soudu, nicméně car chtěl, aby Petraševci dostali daleko vyšší tresty, než by jim mohl tento soud udělit, proto se rozhodl svolat soud vojenský. Rozsudky byly vyneseny 16. listopadu 1849. Dle komise mělo být 15 Petraševců odsouzeno k smrti zastřelením, jeden k 6 letům nucených prací, tři ke 4 letům nucených prací, jeden měl být vyslán do vyhnanství na Sibiř, jednoho neodsoudili ale označili jej za krajně podezřelého a jednoho viny zprostili, jelikož přišel o rozum. Rozhodnutí komise bylo odesláno k projednání k Nejvyššímu vojenskému soudu, který tresty Petraševců ještě zpřísnil. Dle nového rozsudku mělo být 21 členů hnutí zastřeleno. Carovi se však rozsudek nelíbil, a proto se rozhodl jej změnit. Několika Petraševcům tresty zmírnil, jiným zase tresty zvýšil. Nikoho neodsoudil k smrti, nicméně požadoval, aby byla zinscenována poprava, která měla být v poslední chvíli přerušena.  
Celkem bylo obviněno okolo 40 členů hnutí z nichž 21 bylo odsouzeno k smrti zastřelením.  K výslechům se dostavilo okolo 150 lidí.  

### Seznam členů odsouzených k smrti v roce 1849[3]
| 1.  | Michail Butaševič-Petraševskij | 28 let |
| 2.  | Nikolaj Spešněv                | 28 let |
| 3.  | Nikolaj Mobelli                | 26 let |
| 4.  | Nikolaj Grigorjev              | 27 let |
| 5.  | Fjodor Lvov                    | 25 let |
| 6.  | Nikolaj Filippov               | 25 let |
| 7.  | Dmitrij Achšarumov             | 26 let |
| 8.  | Alexandr Chanykov              | 23 let |
| 9.  | Sergej Durov                   | 33 let |
| 10. | Fjodor Dostojevskij            | 28 let |
| 11. | Konstantin Deboo               | 39 let |
| 12. | Ippolit Deboo                  | 25 let |
| 13. | Felix Toll                     | 26 let |
| 14. | Ivan Jastržembskij             | 35 let |
| 15. | Alexej Pleščejev               | 23 let |
| 16. | Nikolaj Kaškin                 | 20 let |
| 17. | Vasilij Golovinskij            | 20 let |
| 18. | Alexandr Palm                  | 26 let |
| 19. | Konstantin Timkovskij          | 34 let |
| 20. | Alexandr Jevropeus             | 22 let |
| 21. | Pjotr Šapošnikov               | 28 let |

## Poprava
Ráno 22. prosince 1849 byli odsouzenci převezeni z Petropavlovské pevnosti na Semjonovské náměstí. Na náměstí bylo již připraveno popraviště s několika pranýři. Byl přečten rozsudek a přivolán kněz, jenž měl obviněným poskytnout možnost se vyzpovídat.  
Zazněl rozkaz „Nabít!“ a v tu chvíli přiběhl voják oznamující, že trest odsouzených byl na poslední chvíli změněn. Petraševskij byl odsouzen k doživotní práci v dolech, jiní byli odsouzeni k nuceným pracím po dobu 10–15 let. Zbytek nastoupil do armády.
V roce 1856 byla většina Petraševců na základě manifestu osvobozena a mohla se vrátit domů.